# 奧連奧沃
48°40′8″N 22°52′31″E / 48.66889°N 22.87528°E
奧連奧沃（烏克蘭語：Оленьово），是烏克蘭西部的村莊，隸屬外喀爾巴阡州的穆卡切沃區。該村始建於1500年，面積9.78平方公里，海拔高度335米，2001年人口440，人口密度每平方公里44.99人。